# Šiškovice
Šiškovice jsou malá vesnice a část obce Licibořice v okrese Chrudim. Nachází se asi půl kilometru severně od Licibořic. Šiškovice leží v katastrálním území Licibořice o výměře 9,26 km².

## Historie
První písemná zmínka o vesnici pochází z roku 1329.